# Drugi poročnik (Pakistan)
Drugi poročnik (angleško 2nd Lieutenant) je najnižji častniški vojaški čin Pakistanske kopenske vojske, ki v sklopu Natovega standarda STANAG 2116 sodi v razred OF-1. Čin je bil neposredno prevzet po istem britanskem činu, pri čemer so zamenjali krono s polmescem z zvezdo in tudi preoblikovali zvezdo.
Nadrejen je činu Subedar Majorja in podrejen činu poročnika. Enakovreden je činu pilota častnika Pakistanskega vojnega letalstva in činu začasnega poročnika Pakistanske vojne mornarice.
Oznaka čina je ene zvezde Pakistana., ki je pritrjena na epoleto; slednja ima oznako tudi rodova oz. službe kopenske vojske ter na dnu epolete tudi prepleteno vrvico škrlatno-pakistansko zelene-škrlatne barve.